# Parlamentul Panafrican
Parlamentul Panafrican este ansamblul consultativ al Uniunii Africane, organizație continentală care grupează 53 de țări africane. 
Sesiunea inaugurală s-a desfășurat pe 16 septembrie 2004 în prezența președintelui sud-african, Thabo Mbeki, și sub președinția tanzanezului Gertrude Mongella.